# Yu Mei-nu
Yu Mei-nu (kinesiska: 尤美女; pinyin: Yóu Měinǚ), född den 28 januari 1955, är en taiwanesisk politiker och människorättighetsaktivist.

## Bakgrund och privatliv
Yu är född år 1955. Hon har magisterexamen i juridik vid Taiwans nationella universitet.
Yu var också en grundande medlem i Taiwans nationella kvinnoförbund.
Yu är gift med Remington Huang.

## Politisk karriär
Yu har kämpat för att Taiwan skulle legalisera samkönat äktenskap. År 2012, då hon valdes till Taiwans parlament för första gången, utarbetade hon ett lagförslag om att legalisera samkönat äktenskap.

## Utmärkelser
- Nationalförtjänstorden (Frankrike, 2020)[6]